# Rijad al-Asad
Rijad al-Asad (ur. 1961) – syryjski wojskowy, w wojnie domowej w Syrii twórca i pierwszy głównodowodzący Wolnej Armii Syrii.

## Życiorys
Pułkownik Syryjskich Sił Powietrznych, w lipcu 2011 zdezerterował z armii i przeszedł na stronę opozycji walczącej przeciwko autorytarnie rządzącemu prezydentowi Baszszarowi al-Asadowi. Początkowo udał się do Turcji. Następnie razem z innymi oficerami, którzy porzucili wojska rządowe, przystąpił do organizacji Wolnej Armii Syrii. Była to pierwsza zorganizowana zbrojna formacja walcząca przeciwko al-Asadowi.
Pierwszy plan działania tworzonej przez al-Asada Wolnej Armii Syrii obejmował zdobycie przynajmniej skrawka terytorium na północy kraju, uzyskanie pomocy międzynarodowej (utworzenie strefy zakazu lotów, zakup broni), a następnie obalenie rządu w Damaszku w podobny sposób, jak stało się z rządem Mu’ammara al-Kaddafiego w 2011. Do czasu osiągnięcia niezbędnej do tego siły Wolna Armia Syrii miała zapobiegać kolejnym zbrodniom na ludności cywilnej i zachęcać żołnierzy do przyłączania się do jej szeregów.
W czerwcu 2012 Rijad al-Asad stwierdził, że polityczne rozwiązanie syryjskiego konfliktu nie jest już możliwe i zapowiedział, iż opozycja będzie kontynuowała walkę zbrojną do zwycięstwa. Odrzucił także propozycję pokojowego rozwiązania zasugerowaną przez Ligę Państw Arabskich, która umożliwiłaby Baszszarowi al-Asadowi bezpieczny wyjazd na emigrację po zrzeczeniu się władzy. Głównodowodzący Wolnej Armii Syrii stwierdził, że prezydent musi zostać osądzony za popełnione zbrodnie. Oznajmił również, że jedynie postawa strony rządowej wywołała fiasko planu pokojowego Kofiego Annana i zaprzeczył, jakoby w szeregach opozycji walczyli ludzie związani z al-Kaidą. Do listopada 2012 dowodził Wolną Armią Syrii z Turcji, gdzie swoją siedzibę miało całe dowództwo organizacji. W wymienionym miesiącu przeniosło się ono na kontrolowaną przez opozycję część terytorium Syrii, co miało ułatwić uzyskanie wsparcia międzynarodowego. Miesiąc później, w grudniu 2012, głównodowodzącym Wolnej Armii Syrii został na jego miejsce gen. Salim Idris.
24 marca 2013 przeżył zamach na swoje życie. Ranny został przewieziony do Turcji, gdzie amputowano mu nogę.